# Sertula arvensis
Sertula arvensis là một loài thực vật có hoa trong họ Đậu. Loài này được (Wallr.) Kuntze miêu tả khoa học đầu tiên năm 1891.